# Rosana Martinelli
Rosana Tereza Martinelli (nascida em 9 de dezembro de 1966) é uma política e empresária brasileira. Ela representa Mato Grosso no Senado Federal desde junho de 2024, após o titular Wellington Fagundes ter tirado licença para cirurgia no ombro. Anteriormente foi prefeita de Sinop por Mato Grosso de 2017 a 2020 e vice-prefeita do mesmo município de 2013 a 2016. É filiada ao Partido Liberal (PL) .

## Biografia
Martinelli nasceu em Palotina, Paraná em 9 de dezembro de 1966.
Sua família mudou-se para Sinop, Mato Grosso com outros colonos de Santa Catarina, Paraná e Rio Grande do Sul. A cidade, fundada em 1974, recebeu o nome da abreviatura da empresa fundadora Sociedade Imobiliária Noroeste do Paraná (SINoP), Tornou-se município em 1979.

## Carreira política
Martinelli foi eleita vice-prefeita de Sinop pelo PSB em chapa com o titular Juarez Costa em 2012. Ela atuou como secretária local de Indústria e Comércio no primeiro mandato de Costa.
Martinelli foi eleita prefeita de Sinop em 2016 pelo PL.